# هیئت کلیسایی روسیه در ارومیه
هیئت کلیسایی روسیه در ارومیه (روسی: Русская духовная миссия в Урмии) یا هیئت ارتدکس در ارومیه (Урмийская духовная миссия). در اکثریت زبان‌های بیگانه غیر از فارسی مسیحیت مشرقی با ارتدکش شرقی کاملا یکی شناخته شده است.
هیئت ارتدکس در ارومیه، یک هیئت مبلغ از کلیسای ارتدکس روسی در سال ۱۸۹۸ برای آشوری‌هایی و کلدانی‌ها و سریانی‌هایی که در مناطق مرزی با روسیه، به ویژه استان آذربایجان، و نوکیشان از کلیسای آشوری مشرق و کلیسای کاتولیک کلدانی بود. این هیئت رسماً بیست سال (۱۸۹۸–۱۹۱۸) فعال بود، اما ولی عهدی روسیه به منطقه قبل از رهسپاری این هیئت تقریباً در سراسر سده ۱۹ ادامه داشت. کار این هیات مبلغی مقارن با نسل‌کشی آشوری‌ها بود. و در آنسوی مرز ترکیه نیز همزمانی با نسل‌کشی ارامنه و همچنین نسل‌کشی یونانیان داشت.